# Louis Le Roux d'Infreville
Cet article concerne le marquis d'Infreville. Pour le marquis d'Amfreville qui sert dans la Marine royale à la même époque, voir Charles-François Davy.
Louis II Le Roux, seigneur de Saint-Aubin, puis marquis d'Infreville, né en 1642 à Rouen et mort le 13 juillet 1712 à Infreville, est un aristocrate et officier de marine français des XVIIe et XVIIIe siècles. Né dans une famille de la noblesse normande, Louis Le Roux, suit les traces de son père et entre dans la Marine royale. Après avoir combattu les pirates barbaresques en Méditerranée sous Duquesne, il sert pendant la guerre de Hollande sous ses ordres et ceux du vice-amiral d'Estrées, lors des trois défaites à la bataille de Schooneveld  et au Texel puis lors de la campagne victorieuse de Sicile en 1676. Pendant la guerre de la Ligue d'Augsbourg, il sert sous Tourville à la bataille du cap Béveziers en 1690 et à la défaite de la Hougue, en 1692. L'année suivante, il est promu chef d'escadre par Louis XIV, et c'est à ce grade qu'il servira pendant la guerre de Succession d'Espagne. Il est à Vélez-Málaga en 1704, mais ne voyant pas venir de nouvelle promotion, il prend sa retraite deux ans plus tard sur ses terres d'Infreville, où il meurt en 1712.

## Origines et famille
Louis Le Roux appartient à la famille normande Le Roux ou Leroux (qui donna les branches d'Infreville, d'Esneval et de Tilly), anoblie en  1470 et éteinte au  début du XIXe siècle avec Esprit-Robert Le Roux d'Esneval, né en 1777 qui ne laissa que des filles. 
Cette famille compta plusieurs présidents à mortier du parlement de Normandie. Très riche, la famille Leroux a construit, à Rouen, l'hôtel de Bourgtheroulde, place de la Pucelle, alors place du Marché aux Veaux, elle acquit le château de Boissey-le-Châtel vers 1499, qu'elle remplaça par le château actuel. Elle possédait des domaines importants, notamment à Saint-Aubin-d'Écrosville, Acquigny et dans le pays de Caux. Elle s’illustra surtout dans la magistrature (Claude, mort en 1537, était conseiller à la cour des Comptes, son frère, Robert, conseiller au parlement de Normandie, Nicolas, leur neveu, fut conseiller au parlement de Bretagne et président à mortier du parlement de Normandie.) Au sein de l'église, on peut citer Guillaume mort en 1532, abbé d'Aumale, Nicolas, son frère, chanoine doyen de la cathédrale, Jean leur neveu, prieur du Mont-aux-Malades et de l'abbaye d'Auffay.
Son père, Louis Le Roux, seigneur d'Infreville et de Saint-Aubin-d'Écrosville (1600-1672), est intendant des ports sous Louis XIII et Louis XIV avec rang d'amiral. Il épouse en 1629 Marguerite d'Anviray, fille de David d'Anviray, receveur des finances de Rouen et Marguerite de Vimont. Marguerite est la sœur d'Henri d'Anviray de Mathonville et de Hacquenouville reçu conseiller au parlement de Normandie en 1631. De cette union naissent trois fils :
- David Le Roux, seigneur d'Infreville (vers 1635 - 1713), commissaire général de la marine à Toulon, mort sans alliance;
- Louis (1642-1712) ;
- Robert, seigneur de Rouville, capitaine au régiment de Grancey, tué au siège de Candie en 1669, alors qu'il servait dans la brigade du comte de Saint-Pol.

Louis, né en 1642 à Rouen, est baptisé dans l'église Saint-Éloi de Rouen. Comme son père et ses frères, il décide de faire carrière dans les armées navales du roi et entre jeune dans la Marine royale.

## Jeunesse et débuts dans la Marine royale
Appelé à Toulon par Colbert — pour qui son père avait longtemps travaillé — il est nommé enseigne de vaisseau le 13 octobre 1663, il embarque sur L'Écureuil et part combattre les pirates barbaresques de la régence d'Alger. Il est nommé capitaine de vaisseau le 30 décembre 1664. Il est à bord de Le Reyne le 15 juillet 1665, au sein de la flotte qui part croiser en Méditerranée sous les ordres du duc de Beaufort et du Chevalier Paul. Le 24 août est présent au combat de Cercelles sur les côtes d'Afrique, au cours duquel il s'empare de cinq vaisseaux algériens. Il est promu commandant de l'un des navires capturés, le Soleil d'Afrique, armé de 28 canons et comportant 180 hommes d'équipage. Il se rend à Brest aussitôt sa nomination avec le Soleil d'Afrique qui avait été affecté à l'escadre du Ponant, il en conserve le commandement jusqu'en 1669 et, le 5 juin, part avec lui pour la seconde expédition de Candie, au cours de laquelle son frère Robert est tué. Le 13 juin 1669, il devient capitaine de marine et reçoit le commandement de L'Écureuil, sur lequel il avait fait ses premières armes, il y reçoit le grade de capitaine de marine le 12 novembre.

## Guerre de Hollande

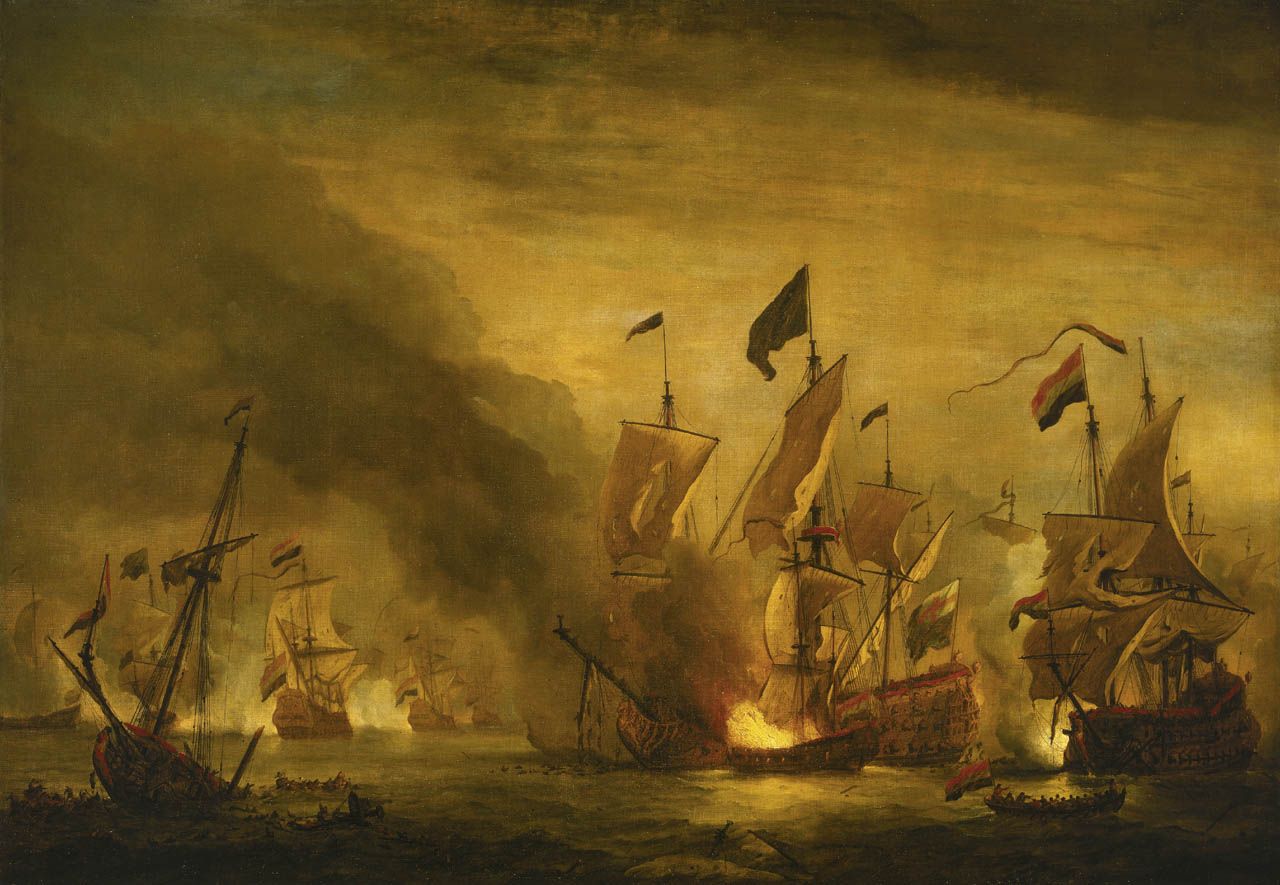
Le bombardement du Royal James à la bataille de Solebay, le 28 mai 1672
par Willem van de Velde le Jeune.

En mai 1672, il quitte Brest au sein de la flotte placée sous les ordres de l'amiral d'Estrées, il y commande Le Rubis, vaisseau de 46 canons, et prend part à la bataille de Solebay. À l'été 1673, il se distingue aux trois « combats des Dunes » aux commandement du Téméraire dans la flotte combinée franco-anglaise placée sous le commandement du prince Rupert. Le 7 juin, il est à la première bataille de Schooneveld contre la flotte des amiraux hollandais Ruyter, Tromp et Banckert. Le 14 juin, il est dans la flotte alliée qui est à nouveau battue devant Schooneveld. Enfin, le 21 août, il est dans la flotte qui est battue pour la troisième fois au large du Texel. Remarqué pour sa bravoure, le roi lui accorde une pension annuelle de 1 000 livres le 26 juin, en considération de ses services et pour lui faciliter son départ pour la nouvelle campagne de Sicile. Sous les ordres du marquis d'Alméras, lieutenant général des armées navales, il est envoyé le 10 mars 1675 devant Messine (en Sicile) à bord du vaisseau Le Comte, de 44 canons et 250 hommes d'équipage
Il s'empare d'un vaisseau ennemi en février 1676 et reçoit du duc de Vivonne, commandant à Messine, des félicitations élogieuses.

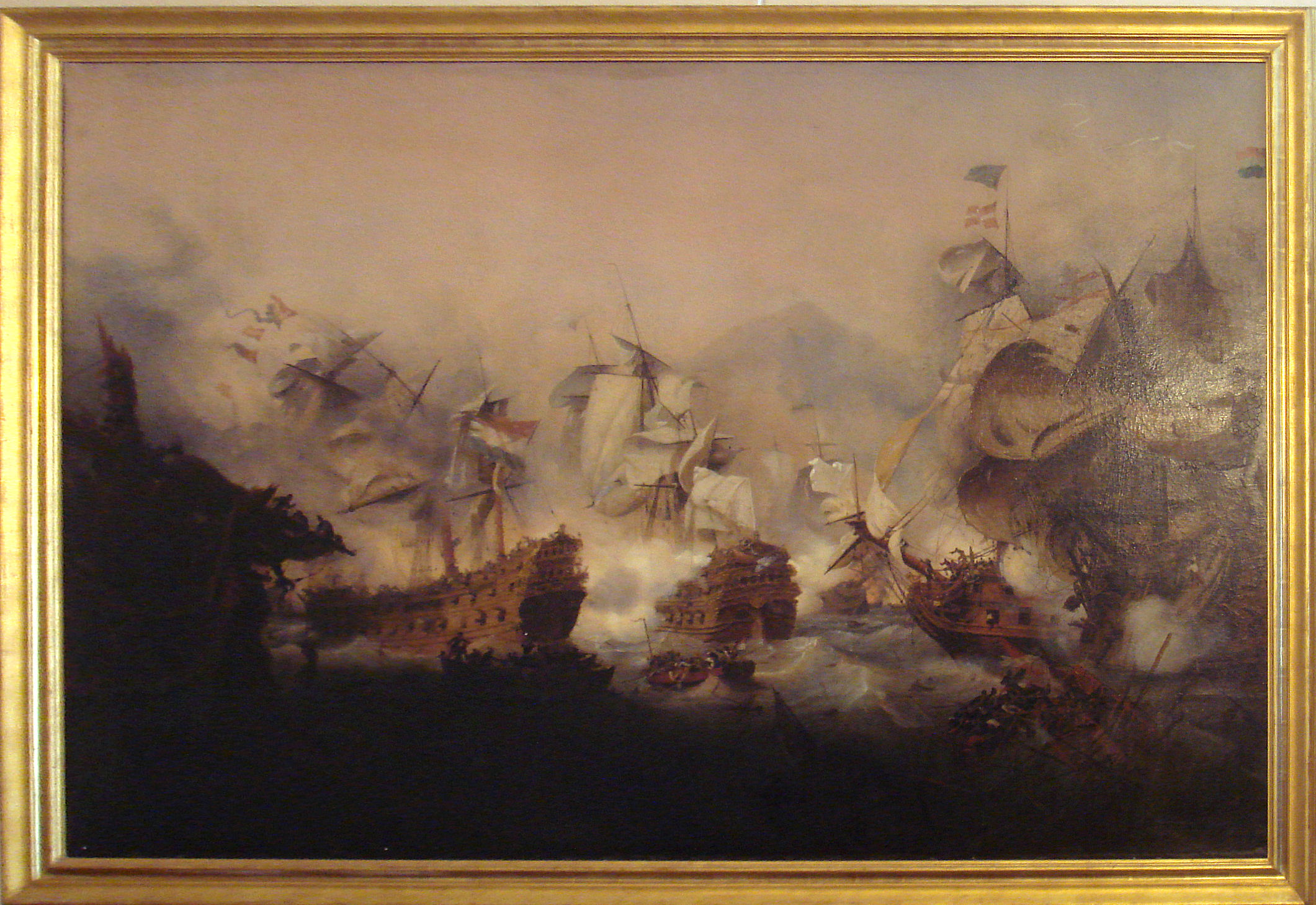
La Bataille d'Agosta, huile sur toile par Ambroise Louis Garneray.

Le 22 avril 1676, il prend le titre de Monsieur de Saint-Aubin afin de se distinguer de son supérieur, un autre officier de marine appartenant à la famille Rosée d'Infreville. Il participe à la bataille d'Agosta, que Duquesne remporte sur l'amiral hollandais Michiel de Ruyter, ce dernier est tué ainsi que le chef d'escadre français, le marquis d'Alméras. Malgré la victoire, une dispute éclate quelque temps plus tard entre Valbelle et Duquesne. Cette dernière a pour origine le rapport rédigé par le marquis d'Infreville à l'issue du combat, dans lequel il affirme que « arrière-garde n'avait pas du tout combattu et le corps de bataille fort peu. »
Un courrier expédié par Valbelle et Gabaret, à l'insu de leur chef, contenait également de fâcheuses critiques. Si bien que Du Quesne se voit contraint de réclamer contre ces « esprits brouillons » une peine sévère :

« Le sieur de Valbelle ne c'est peu empescher d'exerser son esprit brouillon non pas directement contre moy, ny contre les gens d'honneur de l'armée, au préjudice desquels il exalte de petit mérite. Il sait, par ces menées ordinaires, enpoisonner les esprits faibles et les engager dans la caballe, entr autre le sieur Gabaret, quy ne sait à que s'en prendre... Vous conoisez l'esprit très pernicieux du sieur de Valbelle… De grâce, Monseigneur, faite que nous ayons la paix dans ce corps, affin que nous servions tous le Roy avec allégrese : et j'osse vous aseurer que tout yra bien, quand il n'y aura plus de chef de caballe. »

Colbert sévit. Saint-Aubin d'Infreville est incarcéré pour abandon de son poste, et Valbelle réprimandé pour ses « traits de malignité contre tout ce qu'avait fait de beau et de grand Du Quesne. »

« À l'enquête qui fut faite sur cette journée, M. Granier, commandant Le Magnifique, déposa qu'il avait vu MM. de Chateauneuf et de Saint-Aubin sur Le Parfait et le Cheval Marin qui étaient derrière lui, faire parfaitement leur devoir. Cette déposition dut être utile à St-Aubin, car, à la suite de cette bataille, il avait fait un fâcheux coup de tête, il était des mécontents qui, avec Valbelle et Gabaret, critiquaient Duquesne à l'occasion de cette victoire, et il était reparti sans congé pour Toulon. Duquesne crut devoir faire une leçon, sur les ordres de la Cour qu'il avait sollicités dès son arrivée à Toulon, Saint-Aubin fut arrêté et enfermé dans la tour des îles d'Hyères. Le procès qui s'ensuivit ne dut pas être trop défavorable, car il ne paraît pas que sa carrière en ait souffert. »

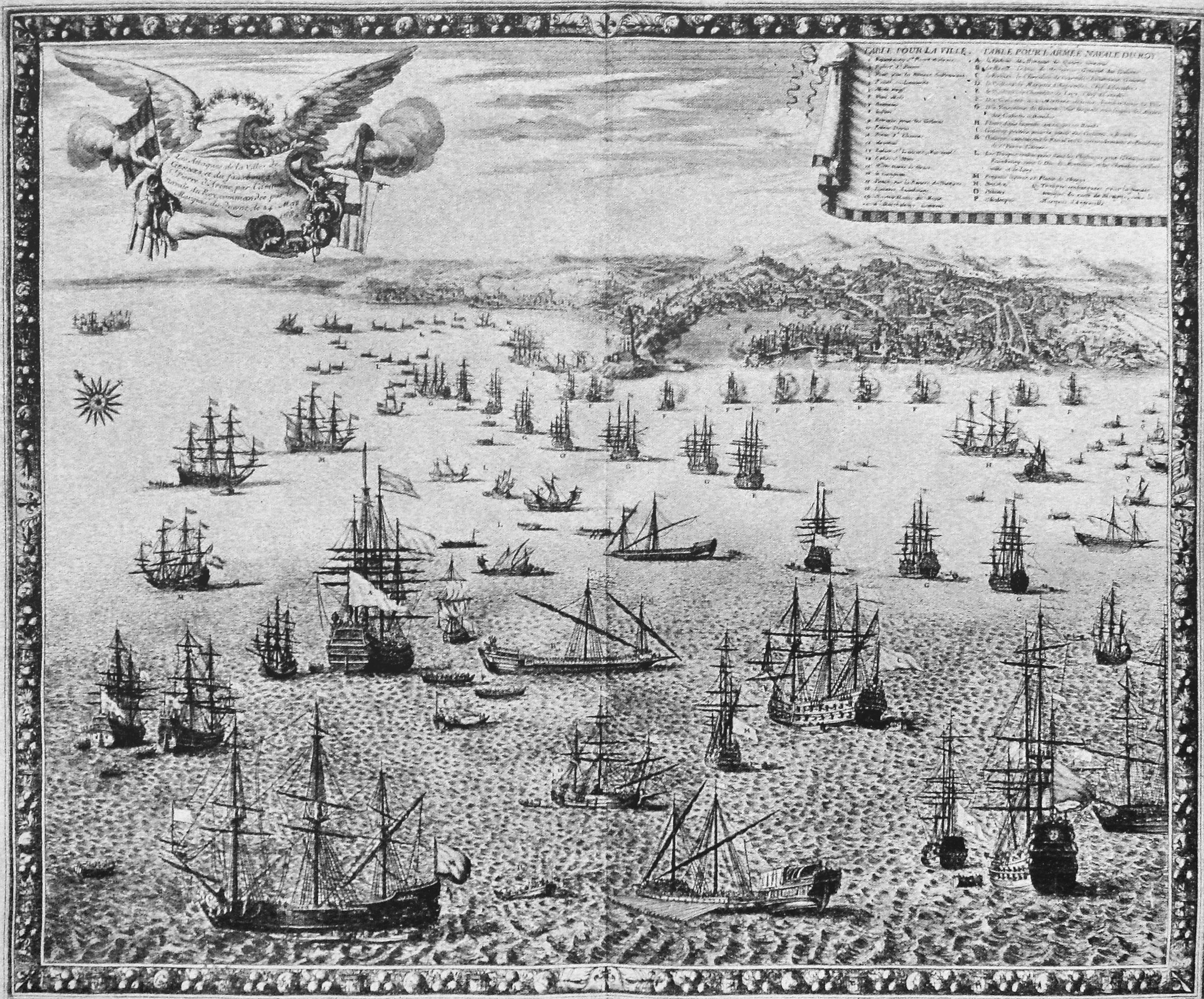
Bombardement de Gênes par la flotte française en 1684, gravure de Beaulieu le Donjon

Lavé de cette accusation, Louis Le Roux se fait remarquer, le 3 mars 1677, lors de la prise de Tobago, sous les ordres du vice-amiral d'Estrées. Il est présent le 11 mai 1678 lors du terrible naufrage de la flotte française sur les îles d'Aves, (treize navires perdus sur les récifs). Il est commandant du vaisseau Le Prince, 57 canons et 300 hommes d'équipage. Il s'y distingue par son courage et se voit accorder un brevet de 1 500 livres. En 1680, il passe sous les ordres de Duquesne.
Le 29 septembre 1680, devant Claude Lescuyer, notaire à Bourgtheroulde, Louis Le Roux d'Infreville, sieur de Saint-Aubin, baille à loyer le moulin à vent de ce lieu pour 120 livres par an. Il commande L’Éole en 1681. La même année, son frère David vend le fief de la Mare-Tassel à Me Charles Dyel. Le 26 septembre 1682, Louis II Le Roux, par acte passé devant Pierre Harenc notaire au Thuit-Signol, exerce le retrait lignager. Le 6 mai 1684, sur L'Aimable, il  prend part à l'expédition et au bombardement de Gênes dans l'escadre de Duquesne.
Le 13 novembre 1685, il est reçu au sein de l'ordre de Saint-Jean de Jérusalem.

## Guerre de la Ligue d'Augsbourg

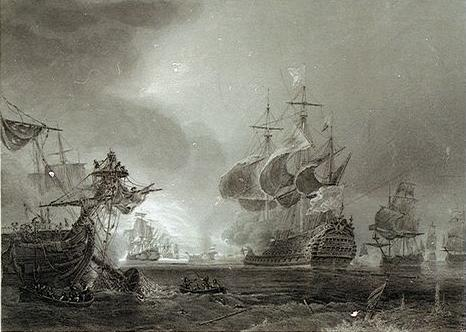
La Bataille du cap Béveziers, gravure de Théodore Gudin.

Le 10 juillet 1690, il commande L'Ardent, sous les ordres du maréchal de Tourville. Il participe à la victoire de la flotte française près du cap Béveziers, dans la Manche, sur les Anglais alliés aux Hollandais. Le 27 mai 1692, à la bataille de la Hougue, il est sur le Saint-Philippe qui porte son pavillon.
Le 12 décembre 1692, il est promu chef d'escadre en compagnie du chevalier de Cogolin, de M. du Magnon et du marquis d'Amblimont, avec prise d'effet le 1er janvier 1693. Étant le plus ancien de son grade, il a le rang de « Premier Chef d'Escadre ». À la fin du mois de novembre 1693, il se rend à Saint-Malo en compagnie du marquis de Coëtlogon pour participer à la défense de la ville que les Anglais tente de faire sauter en vain.

## Guerre de Succession d'Espagne

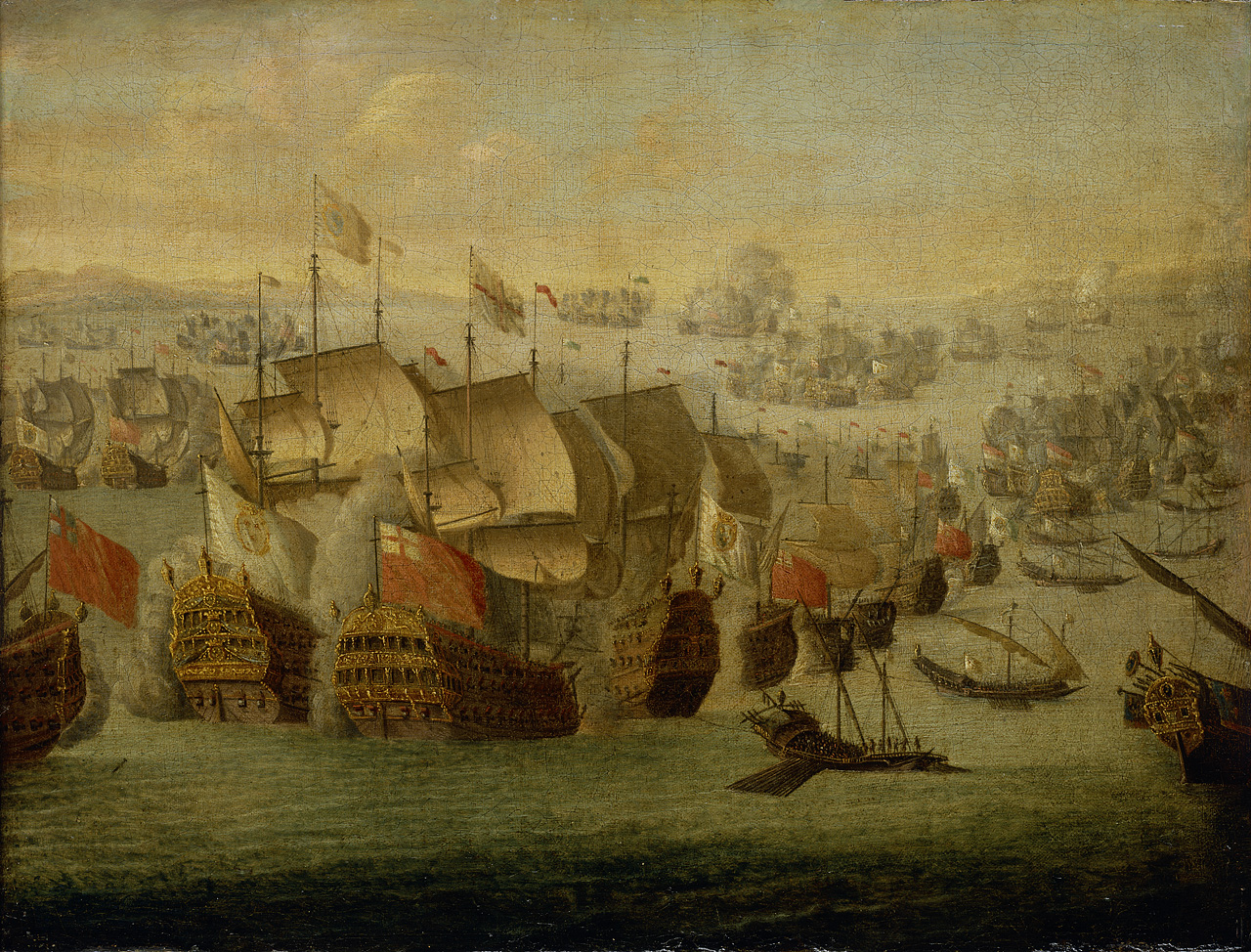
La Bataille de Vélez-Malaga, 24 août 1704

Sur Le Saint-Philippe, le 24 août 1704, il prend part au combat de Vélez-Málaga. Après le combat, il est félicité par le ministre de la Marine Pontchartrain :

« J'ai été informé de la conduite que vous avez tenue dans le combat naval et j'en avait rendu compte au roi. Sa Majesté m'a commandé de vous le marquer et qu'elle y fera toute l'attention que vous pouvez désirer. Il est très fâcheux que la bombe tombée sur la poupe de M. de Vilette l'ait empêché de suivre ce qu'il avait si bien commencé. Le combat n'en a pas moins été glorieux aux armes du Roy et avantageux au roy d'Espagne. »

## Retraite et mort
Ne voyant pas venir la promotion au grade de lieutenant général des armées navales, il prend sa retraite vers 1706. Le 22 novembre 1711, au manoir seigneurial d'Infreville, Messire Louis le Roux, chevalier, haut et puissant seigneur et patron d'Infreville, Les Faux, Le Val Caillouel, La Mare-Tassel et autres lieux, premier chef d'escadre des armées navales du roi, baille la ferme du Val Caillouel située à Infreville. Louis Le Roux y décède en 1712 dans une chaumière édifiée en 1709.
Louis Le Roux est inhumé dans le chœur de l'église Saint-Ouen. Sur le registre paroissial d'Infreville, on trouve 

« Ce vingt quatrième de juillet mil sept cents douze a esté inhumé dans le tombeau de cette eglise par nous prestre curé de cette paroisse Messire Louis Le Roux chevalier seigneur et patron d'Infreville et d'autres lieux, chevalier de l'ordre de Saint Jean de Jérusalem, chef descadres des armées navalles du roy, décédé du jour précédent, aagé de soixante et dix ans et ce en présence de Messire David Le Roux d'Infreville cy devant commissaire général de la marine son frère signé
Signatures : D Le Roux d'Infreville »

## Armoiries
| Armes de la famille Le Roux | d'azur au chevron d'argent accompagné de trois têtes de léopard d'or |

## Sources et bibliographie
- Jacques Dinfreville, Le chevalier d'Infreville et les marquis de la mer, Éditions des 4 seigneurs, 1973, 332 p. (ISBN 9782852310032, présentation en ligne) ;
- François-Alexandre de La Chenaye-Aubert, Dictionnaire de la noblesse, vol. 12, Paris, Schlesinger frères, 1778 (lire en ligne), p. 358
- Louis de La Roque, Catalogue des Chevaliers de Malte appelés successivement Chevaliers de l'ordre militaire et hospitalier de Saint-Jean de Jérusalem, de Rhodes et de Malte, 1099-1890, Alp. Desaid, Paris, 1891